# 池田勇八
池田 勇八（いけだ ゆうはち、1886年8月28日 - 1963年3月31日）は、日本の彫刻家。動物を題材とする彫刻を主に制作し、「馬の勇八」と呼ばれた。

## 経歴
香川県綾歌郡出身。1907年（明治40年）に東京美術学校（現在の東京芸術大学）彫刻科選科を卒業した。同年の東京勧業博覧会において「柔術」が銅牌を受賞した。1909年（明治42年）の第3回文展において「馬」が初入選した。1916年から18年にかけて文展において出品した作品が連続特選となった。1919年（大正9年）に第1回帝展に無鑑査出品となり、1920年（大正9年）に帝展の審査員となった。
1932年ロサンゼルスオリンピックの芸術競技と1936年ベルリンオリンピックの芸術競技に作品を出品し、審査員も務めた。
1935年（昭和10年）の帝展改組により畑正吉、石川確治、日名子実三、吉田久継、開発芳光、上田直氏らと共に第三部会を組織した。第三部会において審査員を務め、1941年（昭和16年）に退会した。
戦後も、日展への出品を続けるなど活動を行った。晩年は公設展への発表はほとんど行わず、渋谷東横百貨店の画廊で個展を毎年開催していた。

## 作品
- 柔術 - 1907年東京勧業博覧会銅牌受賞
- 馬 - 1909年第3回文展入選
- 川辺にて - 1916年文展特選[3]
- 目かくし - 1917年文展特選[3]
- 麓そだち - 1918年文展特選[3]
- 打球 - 1932年ロサンゼルスオリンピックの芸術競技に出品[3]
- スタート地点へ - 1936年ベルリンオリンピックの芸術競技に出品[3]